# Prinzenmoor
Prinzenmoor est une commune allemande de l'arrondissement de Rendsburg-Eckernförde, Land de Schleswig-Holstein.

## Géographie
La commune comprend Hamdorferweide, Kamp, Langenberg et Wittenbergen.
| Dellstedt | Hamdorf     |         |
| Wrohm     | Prinzenmoor | Hamdorf |
| Osterrade |             |         |

Prinzenmoor se trouve sur la Bundesstraße 203.

## Histoire
Prinzenmoor est fondé en 1761 au moment au moment de la colonisation du Geest. Son nom rend hommage au prince Frédéric V de Danemark.

## Personnalités liées à la commune
- Angela Sommer-Bodenburg (née en 1948), écrivain.